# 갈산도서관 (양천구)
갈산도서관은 서울특별시 양천구에 있는 도서관이다.

## 연혁
- 2014년 10월 1일 갈산도서관 개관[1]

## 시설 현황
- 5층 특화(천문)프로그램실
- 4층 열람실, 프로그램실
- 3층 종합자료실
- 2층 어린이자료실
- 1층 갈산어린이집
- 지하 1층 한울관, 주차장, 보존서고
- 지하 2층 기계실, 전기실

## 이용 안내
이용 시간
- 화 ~ 금요일 09:00 ~ 22:00
- 토, 일요일 10:00 ~ 18:00

휴관일
- 매주 월요일
- 법정 공휴일